# 인랑 (2018년 영화)
"인랑"은 2018년에 개봉한 대한민국의 SF 액션 영화이다. 오키우라 히로유키 연출의 일본 애니메이션에 뿌리를 두고 있으나, 배경 설정부터 원작과 달리했다.

## 줄거리
가까운 미래를 배경으로 남한과 북한이 7년의 준비기간을 거쳐 통일을 선포한 가운데 반통일 무장테러단체 '섹트 세력'과 이에 대응하기 위해 설립된 특수 경찰조직 특기대, 국가정보기관인 공안부 사이에서 벌어지는 암투와 격돌을 그린다.

## 캐스팅

### 주요 인물
- 강동원 : 임중경 역 - 남주인공.
- 한효주 : 이윤희 / 김서희 역 - 여주인공.
- 정우성 : 장진태 역 - 메인 빌런 + 진 최종 보스.
- 김무열 : 한상우 역 - 메인 빌런 + 중간 보스.
- 한예리 : 구미경 역
- 최민호 : 김철진 역 - 장진태의 오른팔.
- 신은수 : 이재희 역
- 김법래 : 박무영 특기대장 역
- 이동하 : 박철우 역 - 한상우의 오른팔.
- 최진호 : 박정기 비서실장 역
- 정원중 : 김명배 경찰청장 역

### 그 외
- 송지현 : 공안 정예요원 역
- 유상재 : 인랑 1 역
- 박성택 : 인랑 2 역
- 강현중 : 인랑 3 역
- 김재영 : 인랑 4 역
- 옥자연 : 인랑 5 역
- 김현준 : 인랑 6 역
- 김예소리 : 인랑 7 역
- 양도현 : 엄철형 역
- 이설구 : 섹트 1조 리더 역
- 정미남 : 섹트 1조 역
- 심소영 : 섹트 1조 역
- 허정희 : 섹트 1조 역
- 조운 : 섹트 2조 리더 역
- 김종태 : 섹트 2조 역
- 문재원 : 섹트 2조 역
- 이가경 : 아지트 섹트 역
- 이동희 : 아지트 섹트 역
- 최마로 : 아지트 섹트 역
- 선호삼 : 아지트 섹트 역
- 이확광 : 아지트 섹트 역
- 서영민 : 아지트 섹트 역
- 이찬희 : 아지트 섹트 역
- 김효준 : 전투경찰부 대장 역
- 조현섭 : 현장 책임자 역
- 홍승일 : 전경 중대장 역
- 박재한 : 미니밴 청년 1 역
- 조윤담 : 미니밴 청년 2 역
- 전진서 : 김여민 역
- 나영우 : 유소년 섹트 역
- 박영서 : 유소년 섹트 역
- 진애리 : 유소년 섹트 역
- 천아영 : 유소년 섹트 역
- 장여빈 : 과천 체육관 여고생 1 역
- 임서영 : 과천 체육관 여고생 2 역
- 박형수 : 이발사 역
- 이승진 : 특기대 박교관 역
- 임철형 : 조사위 대변인 역
- 고지은 : 빵집 점원 역
- 김예은 : 남산타워 카페직원 역
- 손경원 : 택시 기사 역
- 김이슬 : 은행원 역
- 문예원 : 화려한 의상 여인 역
- 전여빈 : 화장품 광고모델 역
- 권영운 : 성우 역
- 김명기 : 신형 강화복 특기대원 1 역
- 정지웅 : 신형 강화복 특기대원 2 역
- 엄이준 : 신형 강화복 특기대원 3 역
- 신재민 : 신형 강화복 특기대원 4 역
- 안성봉 : 신형 강화복 특기대원 5 역
- 김성호 : 구형 강화복 특기대원 1 역
- 김동현 : 구형 강화복 특기대원 2 역
- 안찬웅 : 구형 강화복 특기대원 3 역
- 장원형 : 박태경 역
- 백승익 : 공안부 특수임무팀 1 역
- 김의건 : 공안부 특수임무팀 2 역
- 권혁범 : 공안부 특수임무팀 3 역
- 최창균 : 공안부 정예요원 (남산타워) 역
- 전광진 : 공안부 정예요원 (남산타워) 역
- 최윤라 : 공안부 정예요원 (남산타워) 역
- 송지현 : 공안부 정예요원 (남산타워) 역
- 이진한 : 공안부 정예요원 (하수암거) 역
- 이제연 : 공안부 정예요원 (하수암거) 역
- 김철윤 : 공안부 정예요원 (하수암거) 역
- 김현창 : 공안부 정예요원 (하수암거) 역
- 박주희 : 홍정희 (특기대 스파이) 역
- 허지원 : 문서부 직원 역
- 조아라 : 전략기획실 여직원 역
- 이상이 : 공안부 상황실 모니터 요원 역
- 김기범 : 공안부 해키요원 역
- 김우래 : 이기석 수행원 역
- 권이준 : 김명배 수행원 1 역
- 김우진 : 김명배 수행원 2 역
- 이담 : 아나운서 역
- 박석원 : 아나운서 역
- 신성일 : 냉면집 오씨 역
- 이시형 : 취조실 요원 역
- 정기섭 : 재단사 역
- 김문학 : 오형진 감찰과장 역
- 홍인 : 정보원 역
- 정형석 : 유 부장 역
- 박정식 : 유 부장 참모 역
- 김보령 : 웨이트리스 역
- 문주연 : 이윤희 스탠드 인 역
- 김준범 : 장진태 스탠드 인 역
- 김도율 : 시위대 역
- 김태윤 : 시위대 역
- 박병은 : 박환렬 감찰부장 역 (우정출연)
- 허준호 : 이기석 공안부장 역 (특별출연)

## 설정
특기대
섹트를 제압하기 위해 통일준비정부가 설립한 새로운 경찰조직이다.
- 임중경: 늑대로 불린 인간병기 최정예특기대원이다.
- 장진태: 특기대 훈련소장. 특기대원들의 정신적 지주이자 실질적 리더다.
- 김철진: 장진태의 심복이자 특기대 핵심대원 특기대 에이스다.

섹트
반통일 전선의 최선봉에 선 반정부 무장테러단체다.
- 빨간 망토 소녀 이재희: 섹트 소속 폭탄 운반조로 임무를 수행하던 중 임중경을 만나 앞에서 자폭한다.
- 이윤희: 자폭해서 죽은 섹트 소속 빨간 망토 소녀의 언니다.
- 구미경: 섹트 대원. 이윤희의 친구다.

공안부
통일준비정부와 특기대에 맞서 권력 장악을 꾀하는 국가정보기관이다.
- 한상우: 특기대 해체를 막후에서 주도하는 공안부 차장. 특기대 출신의 공안부 브레인이다.
- 이기석: 특기대 해체와 권력 장악을 노리는 공안부장이다.

## 촬영
촬영 기간은 2017년 8월 17일 ~ 2018년 3월 23일이다. 2017년 9월 21일부터 10월 2일까지 춘천 봄내영화촬영소에서 촬영이 진행됐다.

## 참고 사항
- 김무열, 이동하는 2016년 뮤지컬 《곤 투모로우》 이후로 두 번째로 호흡을 맞췄다.

## 같이 보기
- 2018년 대한민국의 영화 목록